# 이정미 (아나운서)
이정미(1982년 10월 29일~)는 대한민국의 아나운서이다.
- 2022년 매일경제TV 앵커
- 2017년 국회방송 앵커
- 2016년 매일신문 칼럼니스트
- 2007년 MBN 아나운서
- MBN 공채 아나운서

## 방송
- 2008년 MBN 《경제나침판 180도》
- 2011년 MBN 《출발 모닝뉴스》
- 2011년~2012년 MBN 《이제는 전원시대》
- 2012년~2013년 MBN 《뉴스투데이》
- 2013년 MBN 《시사스페셜》
- 2013년 MBN 《뉴스공감》